# Tentativa de golpe de Estado na Guiné Equatorial em 2004
A tentativa de golpe de Estado na Guiné Equatorial em 2004, também conhecida como golpe Wonga, foi uma tentativa de golpe de Estado contra o governo da Guiné Equatorial para substituir o presidente Teodoro Obiang Nguema Mbasogo pelo exilado político Severo Moto Nsá, realizada por mercenários e organizada principalmente por financiadores britânicos. A Guiné Equatorial tem vastas reservas de petróleo e gás.  Um oficial estadunidense o denominou de "o novo Kuwait".  Os promotores alegaram que o líder da oposição da Guiné Equatorial, Severo Moto, seria instalado como o novo presidente em troca de direitos petrolíferos preferenciais às corporações afiliadas aos envolvidos com o golpe. Recebeu a atenção da mídia internacional após o envolvimento relatado de Sir Mark Thatcher no financiamento do golpe, pelo qual foi condenado e multado na África do Sul.

## Desenrolar dos fatos
Em 7 de março de 2004, a polícia do Zimbábue confiscou no Aeroporto Internacional de Harare um avião que voava da África do Sul.  O suposto líder do complô, o ex-oficial do Serviço Aéreo Especial (Special Air Service; SAS) Simon Mann, foi preso juntamente com dois colegas perto da pista enquanto esperava pelas armas que seriam carregadas em um Boeing 727 (N4610), levando três tripulantes e 64 ex-soldados recrutados na África do Sul.  A maioria dos supostos mercenários envolvidos no complô golpista eram da África do Sul e ex-membros do 32ª Batalhão Búfalo, uma unidade de força especial que lutou pelo regime do apartheid sul-africano.
Em 9 de março de 2004, Nick du Toit e outros catorze homens sul-africanos e angolanos foram detidos na Guiné Equatorial sob suspeita de serem a vanguarda dos mercenários.
O gerente de marketing das Industrias de Defesa do Zimbábue (Zimbabwe Defense Industries; ZDI), Hope Mutize, afirmou em tribunal que Simon Mann lhe pagou um depósito em armas no valor de 180.000 dólares (100.000 libras) em fevereiro de 2004 e indiretamente vinculou Mann ao suposto complô dizendo que estava acompanhado por um sul-africano, Nick du Toit, o líder dos catorze homens detidos na Guiné Equatorial.   "Eles insistiram que não queriam nenhuma papelada", acrescentou Mutize. Fontes jurídicas afirmaram que Mann havia firmado o acordo com o diretor-gerente das ZDI, Tshinga Dube. Porém as notícias do acordo aparentemente vazaram para as autoridades sul-africanas, que avisaram a inteligência do Zimbábue. Suas requisições de armas incluíam 20 metralhadoras, 61 rifles de assalto AK-47, 150 granadas de mão, 10 lançadores de granadas lançados por foguete (e 100 projéteis de RPG) e 75.000 cartuchos de munição.  Mann alegou que queria que os fuzis, morteiros e munições para proteger minas de diamantes em partes instáveis da República Democrática do Congo. 
Foi alegado que os detidos no Zimbábue fizeram uma escala na cidade de Harare para comprar armas e esperavam unir-se a uma equipe na Guiné Equatorial para derrubar o presidente Obiang.  Nick du Toit, o líder do grupo de presos na Guiné Equatorial, disse em seu julgamento na Guiné Equatorial que foi recrutado por Simon Mann e que o ajudava com o recrutamento, na aquisição de armas e na logística. Alegou que lhe foi dito que pretendiam instalar um exilado político da oposição, Severo Moto, como o novo presidente. 

## Leituras
- Roberts, Adam (7 de agosto de 2006). The Wonga Coup: Guns, Thugs and a Ruthless Determination to Create Mayhem in an Oil-Rich Corner of Africa. [S.l.]: PublicAffairs. ISBN 978-1-58648-371-5
- Pelton, Robert Young (7 de agosto de 2007). Licensed to Kill: Hired Guns in the War on Terror. [S.l.]: Three Rivers Press. ISBN 978-1-4000-9782-1 Pelton describes the inside story of the coup attempt and his efforts to get the coup plotters out of jail.
- Blaisse, Mark 'Reconstitution du complot contre la Guinée-Equatoriale. Riche, trahi et oublié.'L'Harmattan, Paris, 2012. ISBN 978-2-296-96042-8. Blaisse reconstructs the failed coup in 2004 and discovers unexpected liaisons.

## Videos
- Fresh One Productions (7 de dezembro de 2009). «Simon Mann's African Coup: Black Beach». Storyville. Temporada 2009–10. Episódio 9/18. BBC. BBC Four
- Shadow Company, Purpose Films, 2006.
- Once Upon a Coup, PBS Documentary, August 2009